# فرانك بلفنز
فرانك بلفنز هو سياسي بريطاني وأسترالي، ولد في 3 يونيو 1939 في مانشستر في المملكة المتحدة، وتوفي في 7 سبتمبر 2013 في North Adelaide ‏ في أستراليا. نشط حزبياً في حزب العمال الأسترالي (فرع جنوب أستراليا) ‏.

## مناصب
- انتخب وزير مالية جنوب أستراليا [الإنجليزية]‏ (4 سبتمبر 1992 – 14 ديسمبر 1993).
- انتخب وزير النقل ‏ (20 أبريل 1989 – 1 أكتوبر 1992).
- انتخب وزير الصحة ‏ (12 أغسطس 1988 – 20 أبريل 1989).
- انتخب وزير العمل ‏ (16 يوليو 1985 – 12 أغسطس 1988).
- انتخب Minister for Correctional Services ‏ (10 فبراير 1984 – 1 أكتوبر 1992).
- انتخب وزير الثروة السمكية ‏ (27 أبريل 1983 – 18 ديسمبر 1985).
- انتخب وزير الزراعة ‏ (27 أبريل 1983 – 18 ديسمبر 1985).
- انتخب Minister of Forests ‏ (27 أبريل 1983 – 16 يوليو 1985).
- في 1993 South Australian state election [الإنجليزية]‏، انتخب عضو المجلس النيابي لجنوب أستراليا ‏ عن دائرة Electoral district of Giles [الإنجليزية]‏ وقد انضم خلال فترته النيابية ‏ (11 ديسمبر 1993 – 10 أكتوبر 1997) للكتلة البرلمانية حزب العمال الأسترالي (فرع جنوب أستراليا) [الإنجليزية]‏.
- انتخب عضو المجلس النيابي لجنوب أستراليا ‏ عن دائرة Electoral district of Whyalla [الإنجليزية]‏ وقد انضم خلال فترته النيابية (7 ديسمبر 1985 – 10 ديسمبر 1993) للكتلة البرلمانية حزب العمال الأسترالي (فرع جنوب أستراليا) [الإنجليزية]‏.
- انتخب عضو المجلس التشريعي لجنوب أستراليا ‏ وقد انضم خلال فترته النيابية (12 يوليو 1975 – 15 نوفمبر 1985) للكتلة البرلمانية حزب العمال الأسترالي (فرع جنوب أستراليا) [الإنجليزية]‏.
- انتخب Deputy Premier of South Australia [الإنجليزية]‏ (4 سبتمبر 1992 – 14 ديسمبر 1993).